# 优秀红景天
优秀红景天（学名：Rhodiola nobilis）为景天科红景天属的植物，是中国的特有植物。分布在中国大陆的云南等地，生长于海拔3,700米至4,500米的地区，一般生于草坡上，目前尚未由人工引种栽培。

## 别名
贵景天（拉汉种子植物名称）